# Nana-Bakassa
Nana-Bakassa ist eine Ortschaft in der Präfektur Ouham im Nordwesten der Zentralafrikanischen Republik. Nana-Bakassa ist die Hauptstadt der gleichnamigen Unterpräfektur, die im Norden der Präfektur Ouham liegt.

## Lage und Verkehr
Nana-Bakassa liegt an der Nationalstraße 1, die von der Landeshauptstadt Bangui über Bossangoa, die Hauptstadt der Präfektur Ouham, und Boguila zur tschadischen Grenze führt. Die nächsten Städte sind das etwa 50 Kilometer nordwestlich gelegene Boguila, das etwa 60 Kilometer südlich gelegene Bossangoa und das etwa 120 Kilometer westlich gelegene Paoua. Nach Bangui sind es etwa 360 Kilometer. Die Straßen der Region sind nicht asphaltiert, auch die Nationalstraße ist unbefestigt, aber auch mit LKW befahrbar. Die Fahrt nach Bossangoa dauert etwa 2 Stunden.
Die Flüsse der Region entwässern nach Norden in den Ouham, der zum Einzugsgebiet des Tschadsees gehört.

## Bevölkerung und Lebensumstände
Eine Schätzung im Jahr 2014 kam auf eine Bevölkerungszahl von 7516 Einwohnern in 1367 Haushalten. Die Mehrheit der Haushalte hat Zugang zu Wasser, allerdings nur für die Hälfte der Haushalte in einer Entfernung von bis zu 15 Minuten. Von den sechs Wasserstellen im Ort waren 2014 nur zwei in Betrieb, die anderen waren defekt, teilweise schon mehr als 10 Jahre lang. Die sanitären Bedingungen sind unzureichend. Auch die Versorgung mit Hygieneartikeln ist unzureichend, nur wenige Haushalte verfügen über Seife.

## Wirtschaft
Der Großteil der Bevölkerung lebt von Landwirtschaft, vor allem vom Anbau von Baumwolle, die an eine weiterverarbeitende Fabrik in Bossangoa verkauft wurde, die allerdings im Jahr 2013 aufgrund des bewaffneten Konfliktes schloss. Danach musste die Bevölkerung auf Subsistenzwirtschaft, also den Anbau von Lebensmitteln für den Eigenverbrauch, umschwenken. Zusätzlich wird in geringerem Umfang Jagd und Fischfang betrieben.
Der Wochenmarkt findet mittwochs statt.

## Einrichtungen
Es gibt in Nana-Bakassa ein Gesundheitszentrum, das von Ärzte ohne Grenzen unterstützt wird und durch einen Krankenpfleger geführt wird. Hier werden Medikamente, etwa gegen Malaria oder Durchfall und Antibiotika, ausgegeben und damit eine Grundversorgung sichergestellt.
Von den drei Schulen im Ort sind zwei Schulen öffentlich und eine Schule eine katholische Privatschule.

## Geschichte
Der Bürgerkrieg in der Zentralafrikanischen Republik, der 2012 begann, hat die Sicherheitslage in Nana-Bakassa stark beeinflusst. Während im Jahr 2014 in den nahegelegenen Städten Bossangoa und Paoua internationale Einheiten der MINUSCA stationiert waren, waren die kleineren Orte wie Nana-Bakassa vor den Angriffen bewaffneter Gruppen ungeschützt. Aus diesem Grund haben sich Selbstverteidigungsgruppen gebildet. Die Bevölkerung lebte zeitweilig wegen der häufigen Angriffe, die meist aus Richtung Norden kamen, statt in der Ortschaft auf ihren Feldern, im Wald oder bei anderen Familien entlang der Straße nach Süden.
Im Dezember 2013 und Januar 2014 gab es Angriffe durch Ex-Séléka-Kämpfer – ehemalige Séléka-Kämpfer, die den Friedensschluss der Séléka-Führung mit der Regierung ablehnten und die Regierung weiterhin bekämpften. Kämpfer der christlich-animistisch geprägten Anti-Balaka hatten muslimische Einwohner der Region verfolgt und angegriffen, worauf diese sich an Nicht-Muslimen rächten. Im September 2014 gab es einen erneuten Angriff, dieses Mal von Fulbe, bei dem vier Menschen starben und der zu einer erneuten Flucht in den Busch oder in andere Ortschaften führte.